# Halowe Mistrzostwa Europy w Lekkoatletyce 2015 – sztafeta 4 × 400 m kobiet
Sztafeta 4 × 400 metrów kobiet – jedna z konkurencji biegowych rozgrywanych podczas halowych lekkoatletycznych mistrzostw Europy w hali O2 Arena w Pradze. Tytułu z poprzednich mistrzostw nie obroniły Brytyjki.
Do udziału w czempionacie zostało zaproszonych pięć najszybszych sztafet sezonu 2014 w Europie: Francję (3:24,27), Ukrainę (3:24,32), Wielką Brytanię (3:24,34), Rosję (3:25,02) i Polskę (3:25,73). Skład konkurencji uzupełniła sztafeta Czech, gospodarz zawodów.

## Rekordy
| Rekord świata                        | Rosja · Julija Guszczina, Olga Kotlarowa · Olga Zajcewa, Olesia Krasnomowiec          | 3:23,37 | Glasgow, Szkocja                | 28 stycznia 2006(dts) |
| Rekord Europy                        | Rosja · Julija Guszczina, Olga Kotlarowa · Olga Zajcewa, Olesia Krasnomowiec          | 3:23,37 | Glasgow, Szkocja                | 28 stycznia 2006(dts) |
| Rekord mistrzostw Europy             | Wielka Brytania · Eilidh Child, Shana Cox · Christine Ohuruogu · Perri Shakes-Drayton | 3:27,56 | Göteborg, Szwecja               | 3 marca 2013(dts)     |
| Najlepszy wynik na świecie w sezonie | Uniwersytet teksański                                                                 | 3:29,36 | Fayetteville, Stany Zjednoczone | 14 lutego 2015(dts)   |
| Najlepszy wynik w Europie w sezonie  | Wielka Brytania                                                                       | 3:32,83 | Glasgow, Szkocja                | 24 stycznia 2015(dts) |

## Terminarz
| Data    | Godzina |       |
| ------- | ------- | ----- |
| 8 marca | 17:55   | Finał |

## Rezultaty

### Finał
| Poz. | Tor | Reprezentacja   | Zawodnicy                                                         | Czas    | Uwagi |
| ---- | --- | --------------- | ----------------------------------------------------------------- | ------- | ----- |
| 01 ! | 5   | Francja         | Floria Guei Elea Mariama Diarra Agnès Raharolahy Marie Gayot      | 3:31,61 |       |
| 02 ! | 1   | Wielka Brytania | Kelly Massey Seren Bundy-Davies Laura Maddox Kirsten McAslan      | 3:31,79 |       |
| 03 ! | 2   | Polska          | Joanna Linkiewicz Małgorzata Hołub Monika Szczęsna Justyna Święty | 3:31,90 |       |
| 4.   | 4   | Czechy          | Denisa Rosolová Helena Jiranová Zdeňka Seidlová Zuzana Hejnová    | 3:32,08 |       |
| 5.   | 6   | Ukraina         | Natalija Pyhyda Natalija Łupu Alina Łohwynenko Julija Oliszewśka  | 3:32,39 |       |
| 6.   | 3   | Rosja           | Karina Triputen Jekatierina Rieńżyna Olga Towarnowa Jana Głotowa  | 3:32,53 |       |